# 데보라 흐라벤스테인
디보라 모닉 올하 "데보라" 흐라벤스테인(네덜란드어: Dibora Monick Olga "Deborah" Gravenstijn, 1974년 8월 20일~)은 네덜란드의 유도 선수이다. 올림픽에 3회 참가하였으며 2004년 하계 올림픽 여자 라이트급 은메달, 2008년 하계 올림픽 여자 라이트급 동메달을 획득했다.